# Dolgaja stjastlivaja zjizn
Dolgaja stjastlivaja zjizn (russisk: Долгая счастливая жизнь, da.: Langt lykkeligt liv) er en sovjetisk spillefilm fra 1966 instrueret af Gennadij Sjpalikov, der også havde skrevet filmens manuskript.

## Medvirkende
- Inna Gulaja som Lena
- Kirill Lavrov som Viktor
- Jelizaveta Akulitjeva som Barmaid
- Pavel Luspekajev som Pavel
- Oleg Belov